# Чиклайо
Чикла́йо (ісп. Chiclayo; кеч. Chiklayu) — місто в Перу, розташоване за 13 кілометрів від тихоокеанського узбережжя та за 770 кілометрів від столиці Перу міста Ліми.
Адміністративний центр регіону Ламбаєке та провінції Чиклайо.
Чиклайо заснований в XVI столітті під назвою Санта-Марія-де-лос-Вальєс-де-Чиклайо (ісп. Santa María de los Valles de Chiclayo). Статус міста був наданий 15 квітня 1835 року президентом Перу Філіпе Сантьяго Салаверрі, також президент надав статус міста-героя за хоробрість, виявленою мешканями міста під час війни за незалежність Перу.
Зараз Чиклайо — одне з найбільших міст Перу, за чисельністю населення стоїть на четвертому місці після Ліми, Трухільйо та Арекіпи. За даними 2007 року в місті проживає 574 408 чоловік.

## Клімат
Місто знаходиться у зоні, котра характеризується кліматом тропічних пустель. Найтепліший місяць — лютий із середньою температурою 26.1 °C (79 °F). Найхолодніший місяць — серпень, із середньою температурою 19.4 °С (67 °F).
| Клімат Чиклайо          | Клімат Чиклайо | Клімат Чиклайо | Клімат Чиклайо | Клімат Чиклайо | Клімат Чиклайо | Клімат Чиклайо | Клімат Чиклайо | Клімат Чиклайо | Клімат Чиклайо | Клімат Чиклайо | Клімат Чиклайо | Клімат Чиклайо | Клімат Чиклайо |
| Показник                | Січ.           | Лют.           | Бер.           | Квіт.          | Трав.          | Черв.          | Лип.           | Серп.          | Вер.           | Жовт.          | Лист.          | Груд.          | Рік            |
| Абсолютний максимум, °C | 33             | 33             | 36             | 37             | 37             | 32             | 30             | 28             | 32             | 31             | 32             | 32             | 37             |
| Середній максимум, °C   | 28             | 30             | 30             | 28             | 26             | 24             | 23             | 22             | 23             | 23             | 25             | 26             | 26             |
| Середня температура, °C | 24             | 26             | 25             | 24             | 22             | 21             | 20             | 19             | 19             | 20             | 21             | 22             | 22             |
| Середній мінімум, °C    | 20             | 22             | 21             | 20             | 18             | 17             | 16             | 16             | 16             | 16             | 17             | 18             | 18             |
| Абсолютний мінімум, °C  | 17             | 16             | 15             | 16             | 14             | 12             | 12             | 12             | 12             | 12             | 13             | 12             | 12             |
| Норма опадів, мм        | 5              | 3              | 8              | 3              | 0              | 0              | 0              | 0              | 0              | 0              | 3              | 0              | 25             |
| ----------------------- | -------------- | -------------- | -------------- | -------------- | -------------- | -------------- | -------------- | -------------- | -------------- | -------------- | -------------- | -------------- | -------------- |
| Джерело: Weatherbase    |                |                |                |                |                |                |                |                |                |                |                |                |                |

## Фото

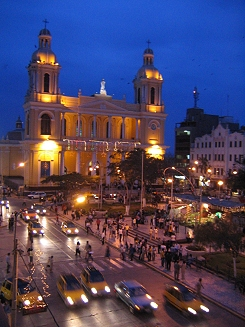
Чиклайо вночі
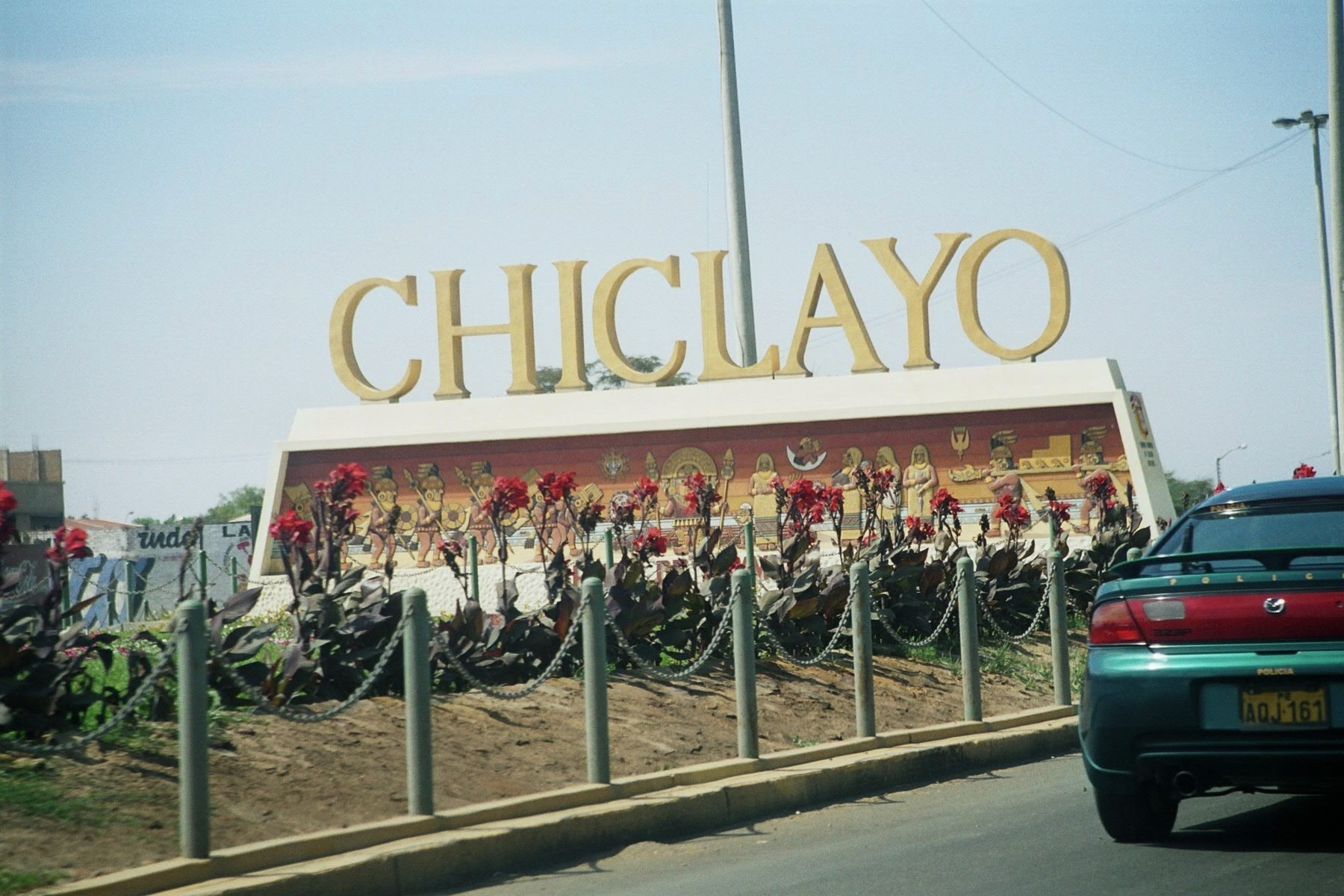
В'їзд у місто